# Corinne Rey-Bellet
Corinne Rey-Bellet (Les Crosets, 2 augustus 1972 – aldaar, 30 april 2006) was een Zwitserse skiester. 

## Carrière
Rey-Bellet won een zilveren medaille tijdens de wereldkampioenschappen in St. Moritz in 2003. In totaal won ze vijf wereldbekerwedstrijden, waarvan drie op de afdaling en twee op de Super-G, een derde plaats in het eindklassement van de wereldbeker afdaling in 2001/02 was haar hoogste klassering in een totaalklassement. Rey-Bellet was actief op een drietal Olympische Spelen. Tijdens de Olympische Winterspelen 1992 werd ze 17e op de reuzenslalom, in Nagano 1998 werd ze 30e op de afdaling en 31e op de Super-G, terwijl ze in Salt Lake City 2002 haar beste olympische resultaten neerzette met een 5e plaats op de afdaling, een 9e op de Super-G en een 13e op de reuzenslalom. Behalve haar zilveren medaille op het WK van 2003 werd ze op het WK in 2002 op zowel de afdaling als in de combinatie 4e. Bovendien werd Rey-Bellet zesvoudig Zwitsers kampioene, driemaal op de afdaling, tweemaal op de Super-G en eenmaal op de reuzenslalom. In 2003, niet lang na haar zilveren WK-medaille trok ze zich terug wegens een reeks blessures aan haar rechterknie.

## Overlijden
Op de avond van 30 april 2006 werden zij en haar broer Alain in Les Crosets vermoord. Haar moeder raakte bij de schietpartij zwaargewond, haar tweejarige zoon Kevin die ook in de woning aanwezig was bleef ongedeerd. Haar echtgenoot Gerold Stadler, bankier uit Sankt Gallen, werd ervan verdacht de moordpartij te hebben gepleegd. Na de schietpartij werd hij met een pistool in zijn hand gezien terwijl hij het chalet waar de moorden waren gepleegd uitliep. De Zwitserse politie die naar hem op zoek was, trof hem op 4 mei 2006 niet ver van de vindplaats van zijn auto in Ollon dood aan. Stadler bleek zichzelf met een schot uit zijn dienstpistool (de SIG P220) om het leven te hebben gebracht.

## Belangrijkste resultaten

### Wereldbeker
| datum           | plaats               | land        | onderdeel |
| --------------- | -------------------- | ----------- | --------- |
| 16 januari 1999 | St. Anton am Arlberg | Oostenrijk  | Super-G   |
| 16 januari 1999 | St. Anton am Arlberg | Oostenrijk  | afdaling  |
| 15 januari 2000 | Altenmarkt im Pongau | Oostenrijk  | afdaling  |
| 9 maart 2001    | Åre                  | Zweden      | Super-G   |
| 2 maart 2002    | Lenzerheide          | Zwitserland | afdaling  |